# آراسادیخ
آراسادیخ (به لاتین: Arasadzykh) یک منطقهٔ مسکونی در گرجستان است که در ناحیه اوچامچیرا واقع شده‌است. آراسادیخ ۴۰۹ نفر جمعیت دارد.